# Freycinetia timorensis
Freycinetia timorensis är en enhjärtbladig växtart som beskrevs av Ugolino Martelli. Freycinetia timorensis ingår i släktet Freycinetia och familjen Pandanaceae. Inga underarter finns listade.